# ميخائيل تشيفر
ميخائيل تشيفر (بالإنجليزية: Michael Cheever)‏ هو لاعب كرة قدم أمريكية أمريكي، ولد في 24 يونيو 1973 في نيونان في الولايات المتحدة.

## وصلات خارجية
- ميخائيل تشيفر على موقع مرجع كرة القدم المحترفة.كوم (الإنجليزية)